# Josef Rousek
Josef Rousek (20. března 1872 Stará Huť – 13. srpna 1942, Praha) byl pražský švec, který měl krámek na Kampě, přímo pod Karlovým mostem. Stal se známým jako zachránce tonoucích.

## Život
Narodil se ve Staré Huti č. 105, v rodině nádeníka a domkáře Josefa Rouska a jeho manželky Marie, rozené Chyleové.
Dne 31. ledna 1898 se oženil s Antonií Kvěchovou (1870–??), se kterou měl čtyři děti. Do Prahy byl přijat s rodinou v roce 1898, rodina žila na Kampě (tehdejší Praha III.). V roce 1903 se Rouskovi nastěhovali do domu č. p. 514; tento dům je známý jako dům U Obrazu Panny Marie. Josef Rousek tu byl také domovníkem a na řece měl půjčovnu loděk, které sám opravoval i stavěl.

## Zachránce tonoucích
Proslavil se tím, jak zachraňoval tonoucí. Dostalo se mu i odměny od pražského magistrátu za záchranu tonoucích. To bylo v roce 1910, kdy při opravě Karlova mostu, spadlo lešení s pracujícími lidmi. Přispěchal bez váhání tonoucím na pomoc, šesti pomohl a dopravil je do bezpečí. Sám policejní rada pak napsal Rouskovým jménem žádost na magistrát, aby nějak odměnili příkladnou odvahu majitele půjčovny loděk z Kampy. Vyřízení žádosti samozřejmě dlouho a dlouho nepřicházelo. A když posléze přišlo, Josef Rousek je po přečtení roztrhal. Neboť pražský magistrát se rozhodl, že daruje panu Rouskovi za záchranu šesti životů velkomyslně – čtyři koruny.
Teprve v roce 1921 ho pražské policejní ředitelství reálně vyznamenalo za záchranu 52 lidí. V roce 1925 uváděl časopis Světozor počet 76 zachráněných, tonoucích.
Za svůj život zachránil asi dvě stě lidí a z Vltavy vytáhl okolo stovky utopenců.

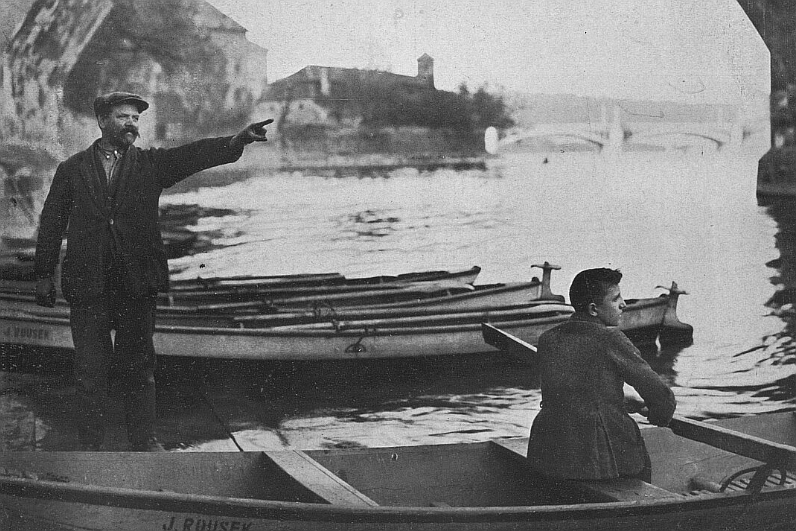
Josef Rousek (1925)